# 아이즈미사토정
아이즈미사토정(일본어: 会津美里町 아이즈미사토마치[*])은 일본 후쿠시마현 오누마군의 정이다.

## 지리
후쿠시마현 서부에 있는 아이즈 분지 남서부를 차지한다. 중앙을 미야카와강이 남서쪽에서 북동쪽으로 흐르고 아이즈와카마쓰시와의 경계 부근에서는 북쪽으로 흐름을 바꾸어 이윽고 아가노강과 합류한다. 북부·동부는 분지의 평야부(아이즈다이라)가 펼쳐져 있고 고시히카리, 히토메보레 등을 중심으로 벼농사가 번성한다. 남부·서부는 산간지이고 아이즈 고원으로 연결된다. 산기슭에서는 포도, 인삼, 메밀, 채소류 등이 재배되고 있다.

### 인접한 자치체
- 아이즈와카마쓰시
- 가와누마군 아이즈반게정, 야나이즈정
- 오누마군 쇼와촌
- 미나미아이즈군 시모고정

## 역사
- 2005년 10월 1일 - 오누마군 아이즈타카다정·아이즈혼고정·니쓰루촌 등 3개 정·촌이 합병하여 아이즈미사토정이 신설되었다.
- 2019년 5월 7일 - 아이즈미사정 본청사 및 복합문화시설이 개설되었다.

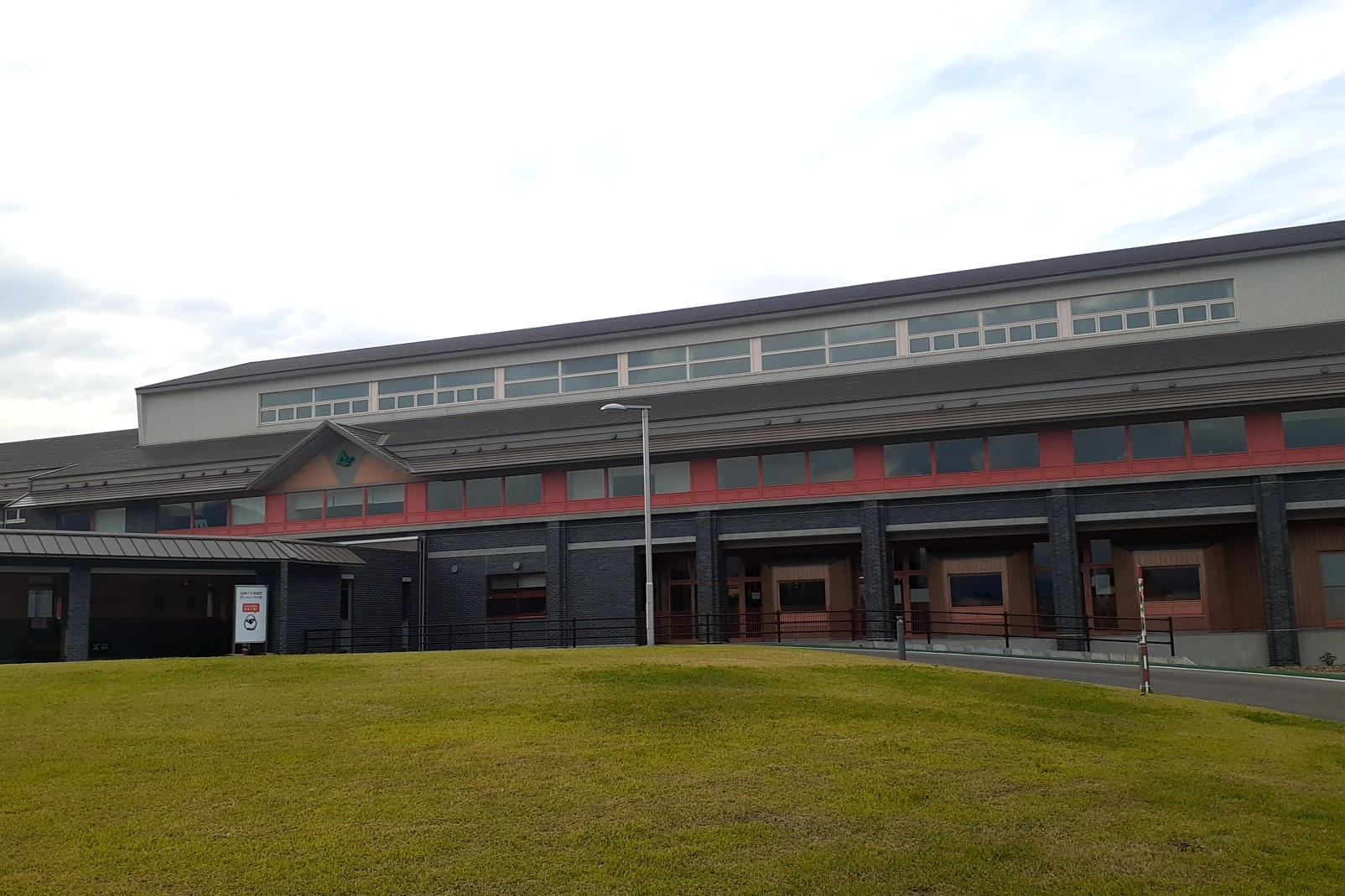
아이즈미사토정 복합문화시설 지겐프라자

## 인구
| 연도 | 인구   | ±%     |
| ---- | ------ | ------ |
| 1950 | 38,522 | —      |
| 1960 | 36,073 | −6.4%  |
| 1970 | 30,036 | −16.7% |
| 1980 | 27,945 | −7.0%  |
| 1990 | 27,211 | −2.6%  |
| 2000 | 27,172 | −0.1%  |
| 2010 | 22,727 | −16.4% |

## 교통

### 철도
- 동일본 여객철도 다다미선

### 도로
- 반에쓰 자동차도
- 국도 401호선(일본어판)